# Soyez les bienvenus (film, 1942)
Pour les articles homonymes, voir Soyez les bienvenus.
Pour plus de détails, voir Fiche technique et Distribution.
Soyez les bienvenus est un film français de Jacques de Baroncelli sorti en 1942.

## Fiche technique
- Autre titre : Les Nouveaux riches
- Réalisation : Jacques de Baroncelli, assisté d'Henri Calef
- Scénario, dialogues : Yves Mirande
- Chef-opérateur : Otto Heller
- Musique : Marceau Van Hoorebecke
- Décors : Paul Bertrand, Alexandre Trauner
- Producteur : Ernest Rupp
- Société de production : Fidès
- Durée : 66 minutes
- Date de sortie : 
  - France : 8 juillet 1942
- Affiche : Roger Cartier (France)

## Distribution
- Gabrielle Dorziat : Madame Boisleroi
- Jean Mercanton : Jacques Boisleroi
- Claire Jordan : Geneviève
- Jules Berry : Le joueur
- Pierre Larquey : Le régisseur
- Lucien Baroux : Boisleroi
- Simone Berriau : L'actrice
- André Lefaur : Le marquis
- Julien Carette
- Marion Delbo
- Édouard Delmont
- Gustave Gallet
- Daniel Gélin